# 壽山勝昭
壽山 勝昭（じゅざん かつあき、1975年4月8日 - ）は、茨城県笠間市出身で押尾川部屋に所属した元大相撲力士。本名は石崎 勝昭（いしざき かつあき）。身長180cm、体重167kg。最高位は東十両2枚目（2001年7月場所）。得意技は押し、右四つ、寄り。趣味は音楽鑑賞。愛称は「エイヘイ」、血液型B型。報道では「壽」を新字体表記の「寿」に改編した寿山表記となる場合もある。

## 来歴
幼い頃から相撲を始めた。中学時代は柔道部に所属し、全国大会に出場する活躍を見せた。3年の夏に元幕内大至の父に勧誘され押尾川部屋の入門が決まり、中学卒業直前の1991年3月場所に初土俵を踏んだ。幕下までは順調に昇進したが、同期生の金開山や千代天山らが早々と上位に番付を上げていったのとは対照的に、怪我の影響で長く幕下中位で低迷していた。次第に突き押しに威力が増してくると、幕下上位でも成績が残せるようになり、2000年9月場所に十両に昇進。新十両の場所で9勝6敗と勝ち越して以降十両に定着した。左足の怪我で幕下に陥落したこともあったが、直ぐに大勝ちして十両に復帰するなど格の違いを見せていた。しかし、2004年9月場所前に腰の調子が悪かったが無理して出場したため成績も振るわず、逆に悪化し椎間板ヘルニアを患ってしまい12日目から途中休場を余儀なくされ、翌11月場所には幕下に陥落。同場所も全休したが、時間が経っても状態が向上せず、体力の限界を理由にこの場所を最後に現役を引退した。

## 主な戦績
- 生涯成績：366勝364敗12休  勝率.501
- 十両成績：130勝180敗5休  勝率.419
- 現役在位：83場所
- 十両在位：21場所
- 各段優勝
  - 幕下優勝：1回（2004年5月場所）

### 場所別成績
| | 一月場所 初場所（東京） | 三月場所 春場所（大阪） | 五月場所 夏場所（東京） | 七月場所 名古屋場所（愛知） | 九月場所 秋場所（東京） | 十一月場所 九州場所（福岡） |
| --- | ----------------------- | ----------------------- | ----------------------- | --------------------------- | ----------------------- | --------------------------- |
| 1991年 （平成3年） | x                       | （前相撲）              | 西序ノ口6枚目 5–2       | 東序二段88枚目 3–4          | 東序二段116枚目 5–2     | 西序二段65枚目 3–4          |
| 1992年 （平成4年） | 西序二段87枚目 4–3      | 東序二段64枚目 4–3      | 西序二段36枚目 2–5      | 東序二段65枚目 6–1          | 東三段目100枚目 3–4     | 東序二段20枚目 4–3          |
| 1993年 （平成5年） | 西三段目98枚目 2–5      | 東序二段32枚目 3–4      | 東序二段50枚目 5–2      | 西序二段5枚目 4–3           | 西三段目80枚目 4–3      | 東三段目62枚目 4–3          |
| 1994年 （平成6年） | 西三段目44枚目 6–1      | 東幕下60枚目 3–4        | 西三段目15枚目 5–2      | 西幕下55枚目 2–5            | 西三段目20枚目 5–2      | 西幕下55枚目 3–4            |
| 1995年 （平成7年） | 東三段目12枚目 4–3      | 東幕下60枚目 4–3        | 東幕下49枚目 4–3        | 西幕下39枚目 5–2            | 西幕下23枚目 0–7        | 東幕下57枚目 5–2            |
| 1996年 （平成8年） | 西幕下38枚目 3–4        | 東幕下53枚目 4–3        | 西幕下42枚目 5–2        | 東幕下23枚目 3–4            | 西幕下32枚目 2–5        | 東幕下52枚目 3–4            |
| 1997年 （平成9年） | 西三段目5枚目 5–2       | 東幕下44枚目 4–3        | 東幕下34枚目 2–5        | 東幕下49枚目 6–1            | 東幕下23枚目 2–5        | 西幕下40枚目 6–1            |
| 1998年 （平成10年） | 西幕下19枚目 3–4        | 西幕下29枚目 3–4        | 東幕下42枚目 5–2        | 東幕下26枚目 5–2            | 西幕下13枚目 2–5        | 東幕下29枚目 4–3            |
| 1999年 （平成11年） | 西幕下20枚目 6–1        | 東幕下7枚目 4–3         | 西幕下5枚目 4–3         | 西幕下2枚目 4–3             | 東幕下筆頭 2–5          | 東幕下10枚目 4–3            |
| 2000年 （平成12年） | 東幕下6枚目 4–3         | 東幕下4枚目 3–4         | 西幕下7枚目 5–2         | 東幕下3枚目 4–3             | 東十両10枚目 9–6        | 西十両7枚目 8–7             |
| 2001年 （平成13年） | 東十両4枚目 6–9         | 西十両6枚目 6–9         | 東十両9枚目 9–6         | 東十両2枚目 7–8             | 西十両3枚目 4–11        | 西十両9枚目 7–8             |
| 2002年 （平成14年） | 東十両10枚目 7–8        | 西十両10枚目 8–7        | 西十両7枚目 6–9         | 西十両10枚目 8–7            | 東十両8枚目 4–11        | 東幕下2枚目 5–2             |
| 2003年 （平成15年） | 東十両11枚目 7–8        | 西十両11枚目 2–11–2     | 西幕下9枚目 6–1         | 西幕下筆頭 4–3              | 東十両12枚目 8–7        | 東十両8枚目 4–11            |
| 2004年 （平成16年） | 西十両14枚目 9–6        | 西十両9枚目 3–12        | 東幕下2枚目 優勝 7–0    | 西十両9枚目 7–8             | 西十両10枚目 1–11–3     | 西幕下7枚目 引退 0–0–7      |
| 各欄の数字は、「勝ち-負け-休場」を示す。 優勝 引退 休場 十両 幕下 三賞：敢=敢闘賞、殊=殊勲賞、技=技能賞 その他：★=金星 番付階級：幕内 - 十両 - 幕下 - 三段目 - 序二段 - 序ノ口 幕内序列：横綱 - 大関 - 関脇 - 小結 - 前頭（「#数字」は各位内の序列） |                         |                         |                         |                             |                         |                             |

## 改名歴
- 石崎 勝昭（いしざき かつあき） 1991年3月場所〜1999年5月場所
- 壽山 勝昭（じゅざん -） 1999年7月場所〜2004年11月場所